# Sunnig Wichel
Der Sunnig Wichel ist ein 2190 m ü. M. hoher Berg in den südwestlichen Glarner Alpen. Er liegt ungefähr auf halber Strecke zwischen dem Gross Ruchen und dem Piz Giuv (auch Schattig Wichel).
Der Gipfel wird heute nur noch wenig erstiegen. Von der Pörtlilücke aus ist er über den Nordgrat in 4–4,5 h in einer als ZS (ziemlich schwierig) klassifizierten Route erreichbar.